# Mrveš
Mrveš (izvirno srbsko Мрвеш) je naselje v Srbiji, ki upravno spada pod Občino Bojnik; slednja pa je del Jablaniškega upravnega okraja.

## Demografija
V naselju živi 103 polnoletnih prebivalcev, pri čemer je njihova povprečna starost 50,8 let (51,6 pri moških in 49,9 pri ženskah). Naselje ima 49 gospodinjstev, pri čemer je povprečno število članov na gospodinjstvo 2,37.
To naselje je popolnoma srbsko (glede na rezultate popisa iz leta 2002), a v času zadnjih treh popisov je opazno zmanjšanje števila prebivalcev.
|  |

| Demografija | Demografija     | Demografija     |
| Leto        | Št. prebivalcev | Št. prebivalcev |
| ----------- | --------------- | --------------- |
|             |                 |                 |
|             |                 |                 |
|             |                 |                 |
|             |                 |                 |
| 1948        | 246             |                 |
| 1953        | 273             |                 |
| 1961        | 252             |                 |
| 1971        | 249             |                 |
| 1981        | 206             |                 |
| 1991        | 193             | 191             |
| 2002        | 119             | 116             |
|             |                 |                 |

| Etnična sestava po popisu iz leta 2002 | Etnična sestava po popisu iz leta 2002 | Etnična sestava po popisu iz leta 2002 | Etnična sestava po popisu iz leta 2002 | Etnična sestava po popisu iz leta 2002 |
| -------------------------------------- | -------------------------------------- | -------------------------------------- | -------------------------------------- | -------------------------------------- |
| Srbi                                   | Srbi                                   |                                        | 116                                    | 100,0%                                 |
| Neznano                                | Neznano                                |                                        | 0                                      | 0,0%                                   |